# Suctobelbella setosa
Suctobelbella setosa is een mijtensoort uit de familie van de Suctobelbidae. De wetenschappelijke naam van de soort is voor het eerst geldig gepubliceerd in 1979 door Hammer.